# Liste der Bodendenkmäler in Schneizlreuth

Wappen von Schneizlreuth

Auf dieser Seite sind die Bodendenkmäler in der oberbayerischen Gemeinde Schneizlreuth zusammengestellt. Diese Tabelle ist eine Teilliste der Liste der Bodendenkmäler in Bayern. Grundlage ist die Bayerische Denkmalliste, die auf Basis des Bayerischen Denkmalschutzgesetzes vom 1. Oktober 1973 erstmals erstellt wurde und seither durch das Bayerische Landesamt für Denkmalpflege geführt wird. Die folgenden Angaben ersetzen nicht die rechtsverbindliche Auskunft der Denkmalschutzbehörde.

## Bodendenkmäler in Schneizlreuth
| Lage                                                 | Objekt                                        | Akten-Nr.     | Bild |
| ---------------------------------------------------- | --------------------------------------------- | ------------- | ---- |
| Oberhalb Einmündung der B 305 in die B 21 (Standort) | Siedlung des älteren oder hohen Mittelalters. | D-1-8342-0003 |      |